# 拉尔布鲁瓦
拉尔布鲁瓦（法語：Larbroye，法語發音：[laʁbʁwa]）是法国瓦兹省的一个市镇，属于贡比涅区。

## 地理
拉尔布鲁瓦（49°34'22"N, 2°57'53"E）面积2.2 平方千米，位于法国上法蘭西大區瓦兹省，该省份为法国北部内陆省份，北起索姆省，西接厄尔省和滨海塞纳省，南至塞纳-马恩省和瓦兹河谷省，东临埃纳省。
与拉尔布鲁瓦接壤的市镇（或旧市镇、城区）包括：努瓦永、帕塞勒、叙祖瓦、沃谢勒、维尔。

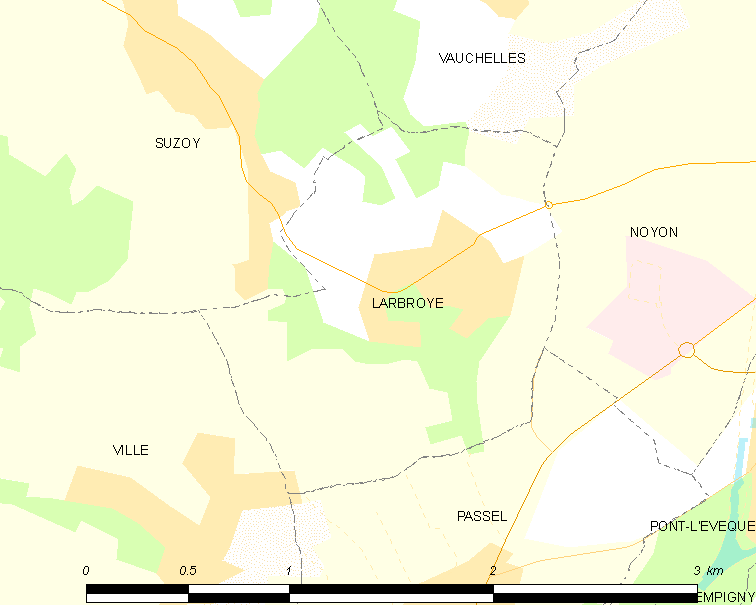
拉尔布鲁瓦的OSM定位图

拉尔布鲁瓦的时区为UTC+01:00、UTC+02:00（夏令时）。

## 行政
拉尔布鲁瓦的邮政编码为60400，INSEE市镇编码为60348。

## 政治
拉尔布鲁瓦所属的省级选区为努瓦永县。

## 人口

1962-2008年间拉尔布鲁瓦人口变化图示

拉尔布鲁瓦于2022年1月1日时的人口数量为511人。